# Liste des coureurs du Tour de France 2025
Pour un article plus général, voir Tour de France 2025.
Cet article dresse la liste des coureurs du Tour de France 2025
Les 184 coureurs sont répartis en 23 équipes.

## Liste des participants
| UAE Team Emirates XRG UAD                            | UAE Team Emirates XRG UAD      | UAE Team Emirates XRG UAD |
| ---------------------------------------------------- | ------------------------------ | ------------------------- |
| Num                                                  | Coureur                        | Pos                       |
| 1                                                    | Tadej Pogačar (SLO) (route)    | 1er                       |
| 2                                                    | João Almeida (POR)             | AB-9                      |
| 3                                                    | Jhonatan Narváez (ECU) (route) | 13e                       |
| 4                                                    | Nils Politt (GER)              | 75e                       |
| 5                                                    | Pavel Sivakov (FRA)            | 87e                       |
| 6                                                    | Marc Soler (ESP)               | 29e                       |
| 7                                                    | Tim Wellens (BEL) (route)      | 37e                       |
| 8                                                    | Adam Yates (GBR)               | 24e                       |
| Directeur sportif : Marco Marcato, Simone Pedrazzini |                                |                           |

| Team Visma \| Lease a Bike TVL                                         | Team Visma \| Lease a Bike TVL | Team Visma \| Lease a Bike TVL |
| ---------------------------------------------------------------------- | ------------------------------ | ------------------------------ |
| Num                                                                    | Coureur                        | Pos                            |
| 11                                                                     | Jonas Vingegaard (DEN)         | 2e                             |
| 12                                                                     | Edoardo Affini (ITA) (chrono)  | 118e                           |
| 13                                                                     | Tiesj Benoot (BEL)             | 54e                            |
| 14                                                                     | Victor Campenaerts (BEL)       | 28e                            |
| 15                                                                     | Matteo Jorgenson (USA)         | 19e                            |
| 16                                                                     | Sepp Kuss (USA)                | 17e                            |
| 17                                                                     | Wout van Aert (BEL)            | 67e                            |
| 18                                                                     | Simon Yates (GBR)              | 15e                            |
| Directeur sportif : Frans Maassen, Arthur van Dongen, Grischa Niermann |                                |                                |

| Soudal Quick-Step SOQ                          | Soudal Quick-Step SOQ                | Soudal Quick-Step SOQ |
| ---------------------------------------------- | ------------------------------------ | --------------------- |
| Num                                            | Coureur                              | Pos                   |
| 21                                             | Remco Evenepoel (BEL) (chrono)       | AB-14                 |
| 22                                             | Mattia Cattaneo (ITA)                | AB-7                  |
| 23                                             | Pascal Eenkhoorn (NED)               | 49e                   |
| 24                                             | Tim Merlier (BEL) (route)            | 148e                  |
| 25                                             | Valentin Paret-Peintre (FRA)         | 41e                   |
| 26                                             | Maximilian Schachmann (GER) (chrono) | 68e                   |
| 27                                             | Bert Van Lerberghe (BEL)             | 147e                  |
| 28                                             | Ilan Van Wilder (BEL)                | 32e                   |
| Directeur sportif : Klaas Lodewyck, Tom Steels |                                      |                       |

| EF Education-EasyPost EFE                           | EF Education-EasyPost EFE | EF Education-EasyPost EFE |
| --------------------------------------------------- | ------------------------- | ------------------------- |
| Num                                                 | Coureur                   | Pos                       |
| 31                                                  | Ben Healy (IRL)           | 9e                        |
| 32                                                  | Vincenzo Albanese (ITA)   | 114e                      |
| 33                                                  | Kasper Asgreen (DEN)      | 91e                       |
| 34                                                  | Alex Baudin (FRA)         | 46e                       |
| 35                                                  | Neilson Powless (USA)     | 47e                       |
| 36                                                  | Harry Sweeny (AUS)        | 35e                       |
| 37                                                  | Michael Valgren (DEN)     | 72e                       |
| 38                                                  | Marijn van den Berg (NED) | NP-10                     |
| Directeur sportif : Andreas Klier, Charles Wegelius |                           |                           |

| Intermarché-Wanty IWA                                  | Intermarché-Wanty IWA           | Intermarché-Wanty IWA |
| ------------------------------------------------------ | ------------------------------- | --------------------- |
| Num                                                    | Coureur                         | Pos                   |
| 41                                                     | Biniam Girmay (ERI)             | 132e                  |
| 42                                                     | Louis Barré (FRA)               | 82e                   |
| 43                                                     | Vito Braet (BEL)                | 143e                  |
| 44                                                     | Hugo Page (FRA)                 | 138e                  |
| 45                                                     | Laurenz Rex (BEL)               | 141e                  |
| 46                                                     | Jonas Rutsch (GER)              | 128e                  |
| 47                                                     | Roel van Sintmaartensdijk (NED) | 156e                  |
| 48                                                     | Georg Zimmermann (GER) (route)  | NP-10                 |
| Directeur sportif : Pieter Vanspeybrouck, Aike Visbeek |                                 |                       |

| Bahrain Victorious TBV                                   | Bahrain Victorious TBV  | Bahrain Victorious TBV |
| -------------------------------------------------------- | ----------------------- | ---------------------- |
| Num                                                      | Coureur                 | Pos                    |
| 51                                                       | Santiago Buitrago (COL) | 40e                    |
| 52                                                       | Phil Bauhaus (GER)      | 151e                   |
| 53                                                       | Kamil Gradek (POL)      | 155e                   |
| 54                                                       | Jack Haig (AUS)         | AB-7                   |
| 55                                                       | Lenny Martinez (FRA)    | 79e                    |
| 56                                                       | Matej Mohorič (SLO)     | 126e                   |
| 57                                                       | Robert Stannard (AUS)   | 123e                   |
| 58                                                       | Fred Wright (GBR)       | 104e                   |
| Directeur sportif : Roman Kreuziger, Vladimir Miholjević |                         |                        |

| Ineos Grenadiers IGD                                    | Ineos Grenadiers IGD         | Ineos Grenadiers IGD |
| ------------------------------------------------------- | ---------------------------- | -------------------- |
| Num                                                     | Coureur                      | Pos                  |
| 61                                                      | Geraint Thomas (GBR)         | 58e                  |
| 62                                                      | Thymen Arensman (NED)        | 12e                  |
| 63                                                      | Tobias Foss (NOR) (chrono)   | 70e                  |
| 64                                                      | Filippo Ganna (ITA) (chrono) | AB-1                 |
| 65                                                      | Axel Laurance (FRA)          | 53e                  |
| 66                                                      | Carlos Rodríguez (ESP)       | NP-18                |
| 67                                                      | Connor Swift (GBR)           | 109e                 |
| 68                                                      | Samuel Watson (GBR) (route)  | 115e                 |
| Directeur sportif : Kurt Asle Arvesen, Zakkari Dempster |                              |                      |

| Red Bull-Bora-Hansgrohe RBH                           | Red Bull-Bora-Hansgrohe RBH    | Red Bull-Bora-Hansgrohe RBH |
| ----------------------------------------------------- | ------------------------------ | --------------------------- |
| Num                                                   | Coureur                        | Pos                         |
| 71                                                    | Primož Roglič (SLO)            | 8e                          |
| 72                                                    | Florian Lipowitz (GER)         | 3e                          |
| 73                                                    | Jordi Meeus (BEL)              | 158e                        |
| 74                                                    | Gianni Moscon (ITA)            | 105e                        |
| 75                                                    | Laurence Pithie (NZL)          | 89e                         |
| 76                                                    | Mick van Dijke (NED)           | 113e                        |
| 77                                                    | Danny van Poppel (NED) (route) | NP-17                       |
| 78                                                    | Aleksandr Vlasov               | 27e                         |
| Directeur sportif : Bernhard Eisel, Enrico Gasparotto |                                |                             |

| Lidl-Trek LTK                                     | Lidl-Trek LTK                        | Lidl-Trek LTK |
| ------------------------------------------------- | ------------------------------------ | ------------- |
| Num                                               | Coureur                              | Pos           |
| 81                                                | Jonathan Milan (ITA)                 | 146e          |
| 82                                                | Simone Consonni (ITA)                | 160e          |
| 83                                                | Thibau Nys (BEL)                     | 116e          |
| 84                                                | Quinn Simmons (USA) (route)          | 59e           |
| 85                                                | Mattias Skjelmose (DEN)              | AB-14         |
| 86                                                | Toms Skujiņš (LAT) (route et chrono) | 95e           |
| 87                                                | Jasper Stuyven (BEL)                 | 62e           |
| 88                                                | Edward Theuns (BEL)                  | 159e          |
| Directeur sportif : Kim Andersen, Steven de Jongh |                                      |               |

| Groupama-FDJ GFC                                        | Groupama-FDJ GFC                | Groupama-FDJ GFC |
| ------------------------------------------------------- | ------------------------------- | ---------------- |
| Num                                                     | Coureur                         | Pos              |
| 91                                                      | Guillaume Martin-Guyonnet (FRA) | 16e              |
| 92                                                      | Lewis Askey (GBR)               | 127e             |
| 93                                                      | Cyril Barthe (FRA)              | NP-18            |
| 94                                                      | Romain Grégoire (FRA)           | 34e              |
| 95                                                      | Valentin Madouas (FRA)          | 21e              |
| 96                                                      | Quentin Pacher (FRA)            | 45e              |
| 97                                                      | Paul Penhoët (FRA)              | 111e             |
| 98                                                      | Clément Russo (FRA)             | 93e              |
| Directeur sportif : Stéphane Goubert, Benoît Vaugrenard |                                 |                  |

| Alpecin-Deceuninck ADC                                    | Alpecin-Deceuninck ADC     | Alpecin-Deceuninck ADC |
| --------------------------------------------------------- | -------------------------- | ---------------------- |
| Num                                                       | Coureur                    | Pos                    |
| 101                                                       | Jasper Philipsen (BEL)     | AB-3                   |
| 102                                                       | Silvan Dillier (SUI)       | 131e                   |
| 103                                                       | Kaden Groves (AUS)         | 86e                    |
| 104                                                       | Xandro Meurisse (BEL)      | 22e                    |
| 105                                                       | Jonas Rickaert (BEL)       | 98e                    |
| 106                                                       | Mathieu van der Poel (NED) | NP-16                  |
| 107                                                       | Gianni Vermeersch (BEL)    | 103e                   |
| 108                                                       | Emiel Verstrynge (BEL)     | 65e                    |
| Directeur sportif : Christoph Roodhooft, Frederik Willems |                            |                        |

| Tudor Pro Cycling Team TUD                              | Tudor Pro Cycling Team TUD | Tudor Pro Cycling Team TUD |
| ------------------------------------------------------- | -------------------------- | -------------------------- |
| Num                                                     | Coureur                    | Pos                        |
| 111                                                     | Julian Alaphilippe (FRA)   | 56e                        |
| 112                                                     | Alberto Dainese (ITA)      | 119e                       |
| 113                                                     | Marco Haller (AUT)         | 97e                        |
| 114                                                     | Marc Hirschi (SUI)         | 78e                        |
| 115                                                     | Fabian Lienhard (SUI)      | 157e                       |
| 116                                                     | Marius Mayrhofer (GER)     | 83e                        |
| 117                                                     | Michael Storer (AUS)       | 42e                        |
| 118                                                     | Matteo Trentin (ITA)       | 99e                        |
| Directeur sportif : Sylvain Blanquefort, Matteo Tosatto |                            |                            |

| Team Jayco AlUla JAY                                 | Team Jayco AlUla JAY                 | Team Jayco AlUla JAY |
| ---------------------------------------------------- | ------------------------------------ | -------------------- |
| Num                                                  | Coureur                              | Pos                  |
| 121                                                  | Ben O'Connor (AUS)                   | 11e                  |
| 122                                                  | Eddie Dunbar (IRL)                   | AB-8                 |
| 123                                                  | Luke Durbridge (AUS) (route)         | 137e                 |
| 124                                                  | Dylan Groenewegen (NED)              | 150e                 |
| 125                                                  | Luka Mezgec (SLO)                    | 152e                 |
| 126                                                  | Luke Plapp (AUS) (chrono)            | 121e                 |
| 127                                                  | Elmar Reinders (NED)                 | 140e                 |
| 128                                                  | Mauro Schmid (SUI) (route et chrono) | 101e                 |
| Directeur sportif : Steve Cummings, David McPartland |                                      |                      |

| Arkéa-B&B Hotels ARK                           | Arkéa-B&B Hotels ARK     | Arkéa-B&B Hotels ARK |
| ---------------------------------------------- | ------------------------ | -------------------- |
| Num                                            | Coureur                  | Pos                  |
| 131                                            | Kévin Vauquelin (FRA)    | 7e                   |
| 132                                            | Amaury Capiot (BEL)      | 136e                 |
| 133                                            | Ewen Costiou (FRA)       | 51e                  |
| 134                                            | Arnaud Démare (FRA)      | 153e                 |
| 135                                            | Raúl García Pierna (ESP) | 26e                  |
| 136                                            | Mathis Le Berre (FRA)    | 61e                  |
| 137                                            | Cristian Rodríguez (ESP) | 20e                  |
| 138                                            | Clément Venturini (FRA)  | 43e                  |
| Directeur sportif : Yvon Ledanois, Didier Rous |                          |                      |

| Movistar Team MOV                                             | Movistar Team MOV         | Movistar Team MOV |
| ------------------------------------------------------------- | ------------------------- | ----------------- |
| Num                                                           | Coureur                   | Pos               |
| 141                                                           | Enric Mas (ESP)           | AB-18             |
| 142                                                           | William Barta (USA)       | 102e              |
| 143                                                           | Pablo Castrillo (ESP)     | 110e              |
| 144                                                           | Nélson Oliveira (POR)     | 74e               |
| 145                                                           | Iván García Cortina (ESP) | 117e              |
| 146                                                           | Gregor Mühlberger (AUT)   | 18e               |
| 147                                                           | Iván Romeo (ESP) (route)  | 107e              |
| 148                                                           | Einer Rubio (COL)         | 31e               |
| Directeur sportif : José Vicente García Acosta, Pablo Lastras |                           |                   |

| Decathlon-AG2R La Mondiale DAT                   | Decathlon-AG2R La Mondiale DAT | Decathlon-AG2R La Mondiale DAT |
| ------------------------------------------------ | ------------------------------ | ------------------------------ |
| Num                                              | Coureur                        | Pos                            |
| 151                                              | Felix Gall (AUT)               | 5e                             |
| 152                                              | Bruno Armirail (FRA) (chrono)  | 50e                            |
| 153                                              | Clément Berthet (FRA)          | 36e                            |
| 154                                              | Stefan Bissegger (SUI)         | AB-1                           |
| 155                                              | Oliver Naesen (BEL)            | 73e                            |
| 156                                              | Aurélien Paret-Peintre (FRA)   | 25e                            |
| 157                                              | Callum Scotson (AUS)           | 33e                            |
| 158                                              | Bastien Tronchon (FRA)         | 77e                            |
| Directeur sportif : Cyril Dessel, Sébastien Joly |                                |                                |

| Cofidis COF                                               | Cofidis COF            | Cofidis COF |
| --------------------------------------------------------- | ---------------------- | ----------- |
| Num                                                       | Coureur                | Pos         |
| 161                                                       | Emanuel Buchmann (GER) | 30e         |
| 162                                                       | Alex Aranburu (ESP)    | 81e         |
| 163                                                       | Bryan Coquard (FRA)    | NP-14       |
| 164                                                       | Ion Izagirre (ESP)     | 69e         |
| 165                                                       | Alexis Renard (FRA)    | 145e        |
| 166                                                       | Dylan Teuns (BEL)      | 90e         |
| 167                                                       | Benjamin Thomas (FRA)  | 154e        |
| 168                                                       | Damien Touzé (FRA)     | 94e         |
| Directeur sportif : Gorka Gerrikagoitia, Thierry Marichal |                        |             |

| XDS Astana Team XAT                               | XDS Astana Team XAT                      | XDS Astana Team XAT |
| ------------------------------------------------- | ---------------------------------------- | ------------------- |
| Num                                               | Coureur                                  | Pos                 |
| 171                                               | Harold Tejada (COL)                      | 44e                 |
| 172                                               | Davide Ballerini (ITA)                   | 135e                |
| 173                                               | Cees Bol (NED)                           | NP-12               |
| 174                                               | Clément Champoussin (FRA)                | 85e                 |
| 175                                               | Yevgeniy Fedorov (KAZ) (route et chrono) | NP-20               |
| 176                                               | Sergio Higuita (COL)                     | 14e                 |
| 177                                               | Mike Teunissen (NED)                     | 80e                 |
| 178                                               | Simone Velasco (ITA)                     | 38e                 |
| Directeur sportif : Dmitriy Fofonov, Mark Renshaw |                                          |                     |

| Team TotalEnergies TEN                             | Team TotalEnergies TEN   | Team TotalEnergies TEN |
| -------------------------------------------------- | ------------------------ | ---------------------- |
| Num                                                | Coureur                  | Pos                    |
| 181                                                | Steff Cras (BEL)         | AB-14                  |
| 182                                                | Mathieu Burgaudeau (FRA) | 63e                    |
| 183                                                | Alexandre Delettre (FRA) | 55e                    |
| 184                                                | Thomas Gachignard (FRA)  | 60e                    |
| 185                                                | Émilien Jeannière (FRA)  | NP-5                   |
| 186                                                | Jordan Jegat (FRA)       | 10e                    |
| 187                                                | Anthony Turgis (FRA)     | 106e                   |
| 188                                                | Mattéo Vercher (FRA)     | 124e                   |
| Directeur sportif : Lylian Lebreton, Romain Sicard |                          |                        |

| Team Picnic-PostNL TPP                                 | Team Picnic-PostNL TPP     | Team Picnic-PostNL TPP |
| ------------------------------------------------------ | -------------------------- | ---------------------- |
| Num                                                    | Coureur                    | Pos                    |
| 191                                                    | Oscar Onley (GBR)          | 4e                     |
| 192                                                    | Warren Barguil (FRA)       | 23e                    |
| 193                                                    | Pavel Bittner (CZE)        | 133e                   |
| 194                                                    | Sean Flynn (GBR)           | 134e                   |
| 195                                                    | Tobias Lund Andresen (DEN) | 96e                    |
| 196                                                    | Niklas Märkl (GER)         | 112e                   |
| 197                                                    | Tim Naberman (NED)         | 120e                   |
| 198                                                    | Frank van den Broek (NED)  | 39e                    |
| Directeur sportif : Christian Guiberteau, Pim Ligthart |                            |                        |

| Israel-Premier Tech IPT                      | Israel-Premier Tech IPT | Israel-Premier Tech IPT |
| -------------------------------------------- | ----------------------- | ----------------------- |
| Num                                          | Coureur                 | Pos                     |
| 201                                          | Michael Woods (CAN)     | 52e                     |
| 202                                          | Pascal Ackermann (GER)  | 125e                    |
| 203                                          | Joseph Blackmore (GBR)  | 48e                     |
| 204                                          | Guillaume Boivin (CAN)  | 149e                    |
| 205                                          | Matîs Louvel (FRA)      | 100e                    |
| 206                                          | Alexey Lutsenko (KAZ)   | 92e                     |
| 207                                          | Krists Neilands (LAT)   | 88e                     |
| 208                                          | Jake Stewart (GBR)      | 108e                    |
| Directeur sportif : Steve Bauer, Dror Pekatz |                         |                         |

| Lotto LOT                                      | Lotto LOT                 | Lotto LOT |
| ---------------------------------------------- | ------------------------- | --------- |
| Num                                            | Coureur                   | Pos       |
| 211                                            | Arnaud De Lie (BEL)       | 142e      |
| 212                                            | Jenno Berckmoes (BEL)     | 66e       |
| 213                                            | Jasper De Buyst (BEL)     | NP-5      |
| 214                                            | Jarrad Drizners (AUS)     | 129e      |
| 215                                            | Sébastien Grignard (BEL)  | 144e      |
| 216                                            | Eduardo Sepúlveda (ARG)   | 122e      |
| 217                                            | Lennert Van Eetvelt (BEL) | NP-15     |
| 218                                            | Brent Van Moer (BEL)      | 84e       |
| Directeur sportif : Mario Aerts, Tony Gallopin |                           |           |

| Uno-X Mobility UXM                                                      | Uno-X Mobility UXM               | Uno-X Mobility UXM |
| ----------------------------------------------------------------------- | -------------------------------- | ------------------ |
| Num                                                                     | Coureur                          | Pos                |
| 221                                                                     | Tobias Johannessen (NOR)         | 6e                 |
| 222                                                                     | Jonas Abrahamsen (NOR)           | 71e                |
| 223                                                                     | Magnus Cort Nielsen (DEN)        | 130e               |
| 224                                                                     | Stian Fredheim (NOR)             | 139e               |
| 225                                                                     | Markus Hoelgaard (NOR)           | 64e                |
| 226                                                                     | Anders Johannessen (NOR)         | 76e                |
| 227                                                                     | Andreas Leknessund (NOR) (route) | 57e                |
| 228                                                                     | Søren Wærenskjold (NOR)          | AB-10              |
| Directeur sportif : Stig Kristiansen, Gabriel Rasch, Christian Andersen |                                  |                    |

| UAE Team Emirates XRG UAD                            | UAE Team Emirates XRG UAD      | UAE Team Emirates XRG UAD |
| ---------------------------------------------------- | ------------------------------ | ------------------------- |
| Num                                                  | Coureur                        | Pos                       |
| 1                                                    | Tadej Pogačar (SLO) (route)    | 1er                       |
| 2                                                    | João Almeida (POR)             | AB-9                      |
| 3                                                    | Jhonatan Narváez (ECU) (route) | 13e                       |
| 4                                                    | Nils Politt (GER)              | 75e                       |
| 5                                                    | Pavel Sivakov (FRA)            | 87e                       |
| 6                                                    | Marc Soler (ESP)               | 29e                       |
| 7                                                    | Tim Wellens (BEL) (route)      | 37e                       |
| 8                                                    | Adam Yates (GBR)               | 24e                       |
| Directeur sportif : Marco Marcato, Simone Pedrazzini |                                |                           |

| Team Visma \| Lease a Bike TVL                                         | Team Visma \| Lease a Bike TVL | Team Visma \| Lease a Bike TVL |
| ---------------------------------------------------------------------- | ------------------------------ | ------------------------------ |
| Num                                                                    | Coureur                        | Pos                            |
| 11                                                                     | Jonas Vingegaard (DEN)         | 2e                             |
| 12                                                                     | Edoardo Affini (ITA) (chrono)  | 118e                           |
| 13                                                                     | Tiesj Benoot (BEL)             | 54e                            |
| 14                                                                     | Victor Campenaerts (BEL)       | 28e                            |
| 15                                                                     | Matteo Jorgenson (USA)         | 19e                            |
| 16                                                                     | Sepp Kuss (USA)                | 17e                            |
| 17                                                                     | Wout van Aert (BEL)            | 67e                            |
| 18                                                                     | Simon Yates (GBR)              | 15e                            |
| Directeur sportif : Frans Maassen, Arthur van Dongen, Grischa Niermann |                                |                                |

| Soudal Quick-Step SOQ                          | Soudal Quick-Step SOQ                | Soudal Quick-Step SOQ |
| ---------------------------------------------- | ------------------------------------ | --------------------- |
| Num                                            | Coureur                              | Pos                   |
| 21                                             | Remco Evenepoel (BEL) (chrono)       | AB-14                 |
| 22                                             | Mattia Cattaneo (ITA)                | AB-7                  |
| 23                                             | Pascal Eenkhoorn (NED)               | 49e                   |
| 24                                             | Tim Merlier (BEL) (route)            | 148e                  |
| 25                                             | Valentin Paret-Peintre (FRA)         | 41e                   |
| 26                                             | Maximilian Schachmann (GER) (chrono) | 68e                   |
| 27                                             | Bert Van Lerberghe (BEL)             | 147e                  |
| 28                                             | Ilan Van Wilder (BEL)                | 32e                   |
| Directeur sportif : Klaas Lodewyck, Tom Steels |                                      |                       |

| EF Education-EasyPost EFE                           | EF Education-EasyPost EFE | EF Education-EasyPost EFE |
| --------------------------------------------------- | ------------------------- | ------------------------- |
| Num                                                 | Coureur                   | Pos                       |
| 31                                                  | Ben Healy (IRL)           | 9e                        |
| 32                                                  | Vincenzo Albanese (ITA)   | 114e                      |
| 33                                                  | Kasper Asgreen (DEN)      | 91e                       |
| 34                                                  | Alex Baudin (FRA)         | 46e                       |
| 35                                                  | Neilson Powless (USA)     | 47e                       |
| 36                                                  | Harry Sweeny (AUS)        | 35e                       |
| 37                                                  | Michael Valgren (DEN)     | 72e                       |
| 38                                                  | Marijn van den Berg (NED) | NP-10                     |
| Directeur sportif : Andreas Klier, Charles Wegelius |                           |                           |

| Intermarché-Wanty IWA                                  | Intermarché-Wanty IWA           | Intermarché-Wanty IWA |
| ------------------------------------------------------ | ------------------------------- | --------------------- |
| Num                                                    | Coureur                         | Pos                   |
| 41                                                     | Biniam Girmay (ERI)             | 132e                  |
| 42                                                     | Louis Barré (FRA)               | 82e                   |
| 43                                                     | Vito Braet (BEL)                | 143e                  |
| 44                                                     | Hugo Page (FRA)                 | 138e                  |
| 45                                                     | Laurenz Rex (BEL)               | 141e                  |
| 46                                                     | Jonas Rutsch (GER)              | 128e                  |
| 47                                                     | Roel van Sintmaartensdijk (NED) | 156e                  |
| 48                                                     | Georg Zimmermann (GER) (route)  | NP-10                 |
| Directeur sportif : Pieter Vanspeybrouck, Aike Visbeek |                                 |                       |

| Bahrain Victorious TBV                                   | Bahrain Victorious TBV  | Bahrain Victorious TBV |
| -------------------------------------------------------- | ----------------------- | ---------------------- |
| Num                                                      | Coureur                 | Pos                    |
| 51                                                       | Santiago Buitrago (COL) | 40e                    |
| 52                                                       | Phil Bauhaus (GER)      | 151e                   |
| 53                                                       | Kamil Gradek (POL)      | 155e                   |
| 54                                                       | Jack Haig (AUS)         | AB-7                   |
| 55                                                       | Lenny Martinez (FRA)    | 79e                    |
| 56                                                       | Matej Mohorič (SLO)     | 126e                   |
| 57                                                       | Robert Stannard (AUS)   | 123e                   |
| 58                                                       | Fred Wright (GBR)       | 104e                   |
| Directeur sportif : Roman Kreuziger, Vladimir Miholjević |                         |                        |

| Ineos Grenadiers IGD                                    | Ineos Grenadiers IGD         | Ineos Grenadiers IGD |
| ------------------------------------------------------- | ---------------------------- | -------------------- |
| Num                                                     | Coureur                      | Pos                  |
| 61                                                      | Geraint Thomas (GBR)         | 58e                  |
| 62                                                      | Thymen Arensman (NED)        | 12e                  |
| 63                                                      | Tobias Foss (NOR) (chrono)   | 70e                  |
| 64                                                      | Filippo Ganna (ITA) (chrono) | AB-1                 |
| 65                                                      | Axel Laurance (FRA)          | 53e                  |
| 66                                                      | Carlos Rodríguez (ESP)       | NP-18                |
| 67                                                      | Connor Swift (GBR)           | 109e                 |
| 68                                                      | Samuel Watson (GBR) (route)  | 115e                 |
| Directeur sportif : Kurt Asle Arvesen, Zakkari Dempster |                              |                      |

| Red Bull-Bora-Hansgrohe RBH                           | Red Bull-Bora-Hansgrohe RBH    | Red Bull-Bora-Hansgrohe RBH |
| ----------------------------------------------------- | ------------------------------ | --------------------------- |
| Num                                                   | Coureur                        | Pos                         |
| 71                                                    | Primož Roglič (SLO)            | 8e                          |
| 72                                                    | Florian Lipowitz (GER)         | 3e                          |
| 73                                                    | Jordi Meeus (BEL)              | 158e                        |
| 74                                                    | Gianni Moscon (ITA)            | 105e                        |
| 75                                                    | Laurence Pithie (NZL)          | 89e                         |
| 76                                                    | Mick van Dijke (NED)           | 113e                        |
| 77                                                    | Danny van Poppel (NED) (route) | NP-17                       |
| 78                                                    | Aleksandr Vlasov               | 27e                         |
| Directeur sportif : Bernhard Eisel, Enrico Gasparotto |                                |                             |

| Lidl-Trek LTK                                     | Lidl-Trek LTK                        | Lidl-Trek LTK |
| ------------------------------------------------- | ------------------------------------ | ------------- |
| Num                                               | Coureur                              | Pos           |
| 81                                                | Jonathan Milan (ITA)                 | 146e          |
| 82                                                | Simone Consonni (ITA)                | 160e          |
| 83                                                | Thibau Nys (BEL)                     | 116e          |
| 84                                                | Quinn Simmons (USA) (route)          | 59e           |
| 85                                                | Mattias Skjelmose (DEN)              | AB-14         |
| 86                                                | Toms Skujiņš (LAT) (route et chrono) | 95e           |
| 87                                                | Jasper Stuyven (BEL)                 | 62e           |
| 88                                                | Edward Theuns (BEL)                  | 159e          |
| Directeur sportif : Kim Andersen, Steven de Jongh |                                      |               |

| Groupama-FDJ GFC                                        | Groupama-FDJ GFC                | Groupama-FDJ GFC |
| ------------------------------------------------------- | ------------------------------- | ---------------- |
| Num                                                     | Coureur                         | Pos              |
| 91                                                      | Guillaume Martin-Guyonnet (FRA) | 16e              |
| 92                                                      | Lewis Askey (GBR)               | 127e             |
| 93                                                      | Cyril Barthe (FRA)              | NP-18            |
| 94                                                      | Romain Grégoire (FRA)           | 34e              |
| 95                                                      | Valentin Madouas (FRA)          | 21e              |
| 96                                                      | Quentin Pacher (FRA)            | 45e              |
| 97                                                      | Paul Penhoët (FRA)              | 111e             |
| 98                                                      | Clément Russo (FRA)             | 93e              |
| Directeur sportif : Stéphane Goubert, Benoît Vaugrenard |                                 |                  |

| Alpecin-Deceuninck ADC                                    | Alpecin-Deceuninck ADC     | Alpecin-Deceuninck ADC |
| --------------------------------------------------------- | -------------------------- | ---------------------- |
| Num                                                       | Coureur                    | Pos                    |
| 101                                                       | Jasper Philipsen (BEL)     | AB-3                   |
| 102                                                       | Silvan Dillier (SUI)       | 131e                   |
| 103                                                       | Kaden Groves (AUS)         | 86e                    |
| 104                                                       | Xandro Meurisse (BEL)      | 22e                    |
| 105                                                       | Jonas Rickaert (BEL)       | 98e                    |
| 106                                                       | Mathieu van der Poel (NED) | NP-16                  |
| 107                                                       | Gianni Vermeersch (BEL)    | 103e                   |
| 108                                                       | Emiel Verstrynge (BEL)     | 65e                    |
| Directeur sportif : Christoph Roodhooft, Frederik Willems |                            |                        |

| Tudor Pro Cycling Team TUD                              | Tudor Pro Cycling Team TUD | Tudor Pro Cycling Team TUD |
| ------------------------------------------------------- | -------------------------- | -------------------------- |
| Num                                                     | Coureur                    | Pos                        |
| 111                                                     | Julian Alaphilippe (FRA)   | 56e                        |
| 112                                                     | Alberto Dainese (ITA)      | 119e                       |
| 113                                                     | Marco Haller (AUT)         | 97e                        |
| 114                                                     | Marc Hirschi (SUI)         | 78e                        |
| 115                                                     | Fabian Lienhard (SUI)      | 157e                       |
| 116                                                     | Marius Mayrhofer (GER)     | 83e                        |
| 117                                                     | Michael Storer (AUS)       | 42e                        |
| 118                                                     | Matteo Trentin (ITA)       | 99e                        |
| Directeur sportif : Sylvain Blanquefort, Matteo Tosatto |                            |                            |

| Team Jayco AlUla JAY                                 | Team Jayco AlUla JAY                 | Team Jayco AlUla JAY |
| ---------------------------------------------------- | ------------------------------------ | -------------------- |
| Num                                                  | Coureur                              | Pos                  |
| 121                                                  | Ben O'Connor (AUS)                   | 11e                  |
| 122                                                  | Eddie Dunbar (IRL)                   | AB-8                 |
| 123                                                  | Luke Durbridge (AUS) (route)         | 137e                 |
| 124                                                  | Dylan Groenewegen (NED)              | 150e                 |
| 125                                                  | Luka Mezgec (SLO)                    | 152e                 |
| 126                                                  | Luke Plapp (AUS) (chrono)            | 121e                 |
| 127                                                  | Elmar Reinders (NED)                 | 140e                 |
| 128                                                  | Mauro Schmid (SUI) (route et chrono) | 101e                 |
| Directeur sportif : Steve Cummings, David McPartland |                                      |                      |

| Arkéa-B&B Hotels ARK                           | Arkéa-B&B Hotels ARK     | Arkéa-B&B Hotels ARK |
| ---------------------------------------------- | ------------------------ | -------------------- |
| Num                                            | Coureur                  | Pos                  |
| 131                                            | Kévin Vauquelin (FRA)    | 7e                   |
| 132                                            | Amaury Capiot (BEL)      | 136e                 |
| 133                                            | Ewen Costiou (FRA)       | 51e                  |
| 134                                            | Arnaud Démare (FRA)      | 153e                 |
| 135                                            | Raúl García Pierna (ESP) | 26e                  |
| 136                                            | Mathis Le Berre (FRA)    | 61e                  |
| 137                                            | Cristian Rodríguez (ESP) | 20e                  |
| 138                                            | Clément Venturini (FRA)  | 43e                  |
| Directeur sportif : Yvon Ledanois, Didier Rous |                          |                      |

| Movistar Team MOV                                             | Movistar Team MOV         | Movistar Team MOV |
| ------------------------------------------------------------- | ------------------------- | ----------------- |
| Num                                                           | Coureur                   | Pos               |
| 141                                                           | Enric Mas (ESP)           | AB-18             |
| 142                                                           | William Barta (USA)       | 102e              |
| 143                                                           | Pablo Castrillo (ESP)     | 110e              |
| 144                                                           | Nélson Oliveira (POR)     | 74e               |
| 145                                                           | Iván García Cortina (ESP) | 117e              |
| 146                                                           | Gregor Mühlberger (AUT)   | 18e               |
| 147                                                           | Iván Romeo (ESP) (route)  | 107e              |
| 148                                                           | Einer Rubio (COL)         | 31e               |
| Directeur sportif : José Vicente García Acosta, Pablo Lastras |                           |                   |

| Decathlon-AG2R La Mondiale DAT                   | Decathlon-AG2R La Mondiale DAT | Decathlon-AG2R La Mondiale DAT |
| ------------------------------------------------ | ------------------------------ | ------------------------------ |
| Num                                              | Coureur                        | Pos                            |
| 151                                              | Felix Gall (AUT)               | 5e                             |
| 152                                              | Bruno Armirail (FRA) (chrono)  | 50e                            |
| 153                                              | Clément Berthet (FRA)          | 36e                            |
| 154                                              | Stefan Bissegger (SUI)         | AB-1                           |
| 155                                              | Oliver Naesen (BEL)            | 73e                            |
| 156                                              | Aurélien Paret-Peintre (FRA)   | 25e                            |
| 157                                              | Callum Scotson (AUS)           | 33e                            |
| 158                                              | Bastien Tronchon (FRA)         | 77e                            |
| Directeur sportif : Cyril Dessel, Sébastien Joly |                                |                                |

| Cofidis COF                                               | Cofidis COF            | Cofidis COF |
| --------------------------------------------------------- | ---------------------- | ----------- |
| Num                                                       | Coureur                | Pos         |
| 161                                                       | Emanuel Buchmann (GER) | 30e         |
| 162                                                       | Alex Aranburu (ESP)    | 81e         |
| 163                                                       | Bryan Coquard (FRA)    | NP-14       |
| 164                                                       | Ion Izagirre (ESP)     | 69e         |
| 165                                                       | Alexis Renard (FRA)    | 145e        |
| 166                                                       | Dylan Teuns (BEL)      | 90e         |
| 167                                                       | Benjamin Thomas (FRA)  | 154e        |
| 168                                                       | Damien Touzé (FRA)     | 94e         |
| Directeur sportif : Gorka Gerrikagoitia, Thierry Marichal |                        |             |

| XDS Astana Team XAT                               | XDS Astana Team XAT                      | XDS Astana Team XAT |
| ------------------------------------------------- | ---------------------------------------- | ------------------- |
| Num                                               | Coureur                                  | Pos                 |
| 171                                               | Harold Tejada (COL)                      | 44e                 |
| 172                                               | Davide Ballerini (ITA)                   | 135e                |
| 173                                               | Cees Bol (NED)                           | NP-12               |
| 174                                               | Clément Champoussin (FRA)                | 85e                 |
| 175                                               | Yevgeniy Fedorov (KAZ) (route et chrono) | NP-20               |
| 176                                               | Sergio Higuita (COL)                     | 14e                 |
| 177                                               | Mike Teunissen (NED)                     | 80e                 |
| 178                                               | Simone Velasco (ITA)                     | 38e                 |
| Directeur sportif : Dmitriy Fofonov, Mark Renshaw |                                          |                     |

| Team TotalEnergies TEN                             | Team TotalEnergies TEN   | Team TotalEnergies TEN |
| -------------------------------------------------- | ------------------------ | ---------------------- |
| Num                                                | Coureur                  | Pos                    |
| 181                                                | Steff Cras (BEL)         | AB-14                  |
| 182                                                | Mathieu Burgaudeau (FRA) | 63e                    |
| 183                                                | Alexandre Delettre (FRA) | 55e                    |
| 184                                                | Thomas Gachignard (FRA)  | 60e                    |
| 185                                                | Émilien Jeannière (FRA)  | NP-5                   |
| 186                                                | Jordan Jegat (FRA)       | 10e                    |
| 187                                                | Anthony Turgis (FRA)     | 106e                   |
| 188                                                | Mattéo Vercher (FRA)     | 124e                   |
| Directeur sportif : Lylian Lebreton, Romain Sicard |                          |                        |

| Team Picnic-PostNL TPP                                 | Team Picnic-PostNL TPP     | Team Picnic-PostNL TPP |
| ------------------------------------------------------ | -------------------------- | ---------------------- |
| Num                                                    | Coureur                    | Pos                    |
| 191                                                    | Oscar Onley (GBR)          | 4e                     |
| 192                                                    | Warren Barguil (FRA)       | 23e                    |
| 193                                                    | Pavel Bittner (CZE)        | 133e                   |
| 194                                                    | Sean Flynn (GBR)           | 134e                   |
| 195                                                    | Tobias Lund Andresen (DEN) | 96e                    |
| 196                                                    | Niklas Märkl (GER)         | 112e                   |
| 197                                                    | Tim Naberman (NED)         | 120e                   |
| 198                                                    | Frank van den Broek (NED)  | 39e                    |
| Directeur sportif : Christian Guiberteau, Pim Ligthart |                            |                        |

| Israel-Premier Tech IPT                      | Israel-Premier Tech IPT | Israel-Premier Tech IPT |
| -------------------------------------------- | ----------------------- | ----------------------- |
| Num                                          | Coureur                 | Pos                     |
| 201                                          | Michael Woods (CAN)     | 52e                     |
| 202                                          | Pascal Ackermann (GER)  | 125e                    |
| 203                                          | Joseph Blackmore (GBR)  | 48e                     |
| 204                                          | Guillaume Boivin (CAN)  | 149e                    |
| 205                                          | Matîs Louvel (FRA)      | 100e                    |
| 206                                          | Alexey Lutsenko (KAZ)   | 92e                     |
| 207                                          | Krists Neilands (LAT)   | 88e                     |
| 208                                          | Jake Stewart (GBR)      | 108e                    |
| Directeur sportif : Steve Bauer, Dror Pekatz |                         |                         |

| Lotto LOT                                      | Lotto LOT                 | Lotto LOT |
| ---------------------------------------------- | ------------------------- | --------- |
| Num                                            | Coureur                   | Pos       |
| 211                                            | Arnaud De Lie (BEL)       | 142e      |
| 212                                            | Jenno Berckmoes (BEL)     | 66e       |
| 213                                            | Jasper De Buyst (BEL)     | NP-5      |
| 214                                            | Jarrad Drizners (AUS)     | 129e      |
| 215                                            | Sébastien Grignard (BEL)  | 144e      |
| 216                                            | Eduardo Sepúlveda (ARG)   | 122e      |
| 217                                            | Lennert Van Eetvelt (BEL) | NP-15     |
| 218                                            | Brent Van Moer (BEL)      | 84e       |
| Directeur sportif : Mario Aerts, Tony Gallopin |                           |           |

| Uno-X Mobility UXM                                                      | Uno-X Mobility UXM               | Uno-X Mobility UXM |
| ----------------------------------------------------------------------- | -------------------------------- | ------------------ |
| Num                                                                     | Coureur                          | Pos                |
| 221                                                                     | Tobias Johannessen (NOR)         | 6e                 |
| 222                                                                     | Jonas Abrahamsen (NOR)           | 71e                |
| 223                                                                     | Magnus Cort Nielsen (DEN)        | 130e               |
| 224                                                                     | Stian Fredheim (NOR)             | 139e               |
| 225                                                                     | Markus Hoelgaard (NOR)           | 64e                |
| 226                                                                     | Anders Johannessen (NOR)         | 76e                |
| 227                                                                     | Andreas Leknessund (NOR) (route) | 57e                |
| 228                                                                     | Søren Wærenskjold (NOR)          | AB-10              |
| Directeur sportif : Stig Kristiansen, Gabriel Rasch, Christian Andersen |                                  |                    |

| Légende                             | Légende                                                                                         | Légende                                | Légende                                                                                                  |
| ----------------------------------- | ----------------------------------------------------------------------------------------------- | -------------------------------------- | --- |
| Num                                 | Dossard de départ porté par le coureur sur ce Tour de France                                    | Pos                                    | Position finale au classement général                                                                    |
| Leader du classement général        | Indique le vainqueur du classement général                                                      | Leader du classement par points        | Indique le vainqueur du classement par points                                                            |
| Leader du classement de la montagne | Indique le vainqueur du classement de la montagne                                               | Leader du classement du meilleur jeune | Indique le vainqueur du classement du meilleur jeune                                                     |
| Meilleure équipe                    | Indique la meilleure équipe                                                                     | Super combatif                         | Indique le super combatif                                                                                |
|                                     | Indique un maillot de champion national ou mondial, suivi de sa spécialité                      | NP                                     | Indique un coureur qui n'a pas pris le départ d'une étape, suivi du numéro de l'étape où il s'est retiré |
| AB                                  | Indique un coureur qui n'a pas terminé une étape, suivi du numéro de l'étape où il s'est retiré | HD                                     | Indique un coureur qui a terminé une étape hors des délais, suivi du numéro de l'étape                   |
| EX                                  | Coureur exclu pour non-respect du règlement, suivi du numéro de l'étape                         | *                                      | Indique un coureur en lice pour le classement du meilleur jeune (coureurs nés après le 1er janvier 2000) |

## Coureurs par nationalité
Retrouvez le tableau des coureurs par nationalité au départ, à l'arrivée ainsi que le nombre de victoire d'étape. Contrairement aux éditions précédentes, une vingt-troisième équipe est exceptionnellement invitée afin de ne pas écarter de formation ProTeam jugée compétitive pour participer au Tour de France, il y a donc huit coureurs de plus que l'année précédente.
Trois indicatifs sont ajoutés pour comparer avec la liste des coureurs du Tour de France 2024.
- : augmentation du nombre de coureurs par rapport à l'édition précédente, suivi du nombre de coureurs supplémentaires
- : nombre de coureurs égal à l'édition précédente
- : diminution du nombre de coureurs par rapport à l'édition précédente, suivi du nombre de coureurs soustraits

| #     | Nationalité      | Au départ | Évolution | À l'arrivée | Victoire(s) d'étape                                     |
| ----- | ---------------- | --------- | --------- | ----------- | ------------------------------------------------------- |
| 1     | France           | 38        | 6         | 36          | 1 (V. Paret-Peintre)                                    |
| 2     | Belgique         | 29        | 1         | 23          | 6 (Philipsen, Merlier x2, Evenepoel, Wellens, Van Aert) |
| 3     | Pays-Bas         | 13        | 1         | 9           | 3 (van der Poel, Arensman x2)                           |
| 4     | Italie           | 11        | 3         | 9           | 2 (Milan)                                               |
| 5     | Royaume-Uni      | 11        | Stable    | 11          | 1 (Yates)                                               |
| 6     | Allemagne        | 10        | 2         | 9           |                                                         |
| 7     | Australie        | 10        | 4         | 9           | 2 (O'Connor, Groves)                                    |
| 8     | Espagne          | 10        | 5         | 8           |                                                         |
| 9     | Norvège          | 8         | 1         | 7           | 1 (Abrahamsen)                                          |
| 10    | Danemark         | 6         | 2         | 5           |                                                         |
| 11    | États-Unis       | 5         | 2         | 5           |                                                         |
| 12    | Suisse           | 5         | 2         | 4           |                                                         |
| 13    | Colombie         | 4         | Stable    | 4           |                                                         |
| 14    | Slovénie         | 4         | 1         | 4           | 4 (Pogačar)                                             |
| 15    | Autriche         | 3         | Stable    | 3           |                                                         |
| 16    | Canada           | 2         | 1         | 2           |                                                         |
| 17    | Irlande          | 2         | Stable    | 1           | 1 (Healy)                                               |
| 18    | Kazakhstan       | 2         | Stable    | 1           |                                                         |
| 19    | Lettonie         | 2         | Stable    | 2           |                                                         |
| 20    | Portugal         | 2         | 1         | 1           |                                                         |
| 21    | Argentine        | 1         | 1         | 1           |                                                         |
| 22    | Équateur         | 1         | Stable    | 1           |                                                         |
| 23    | Érythrée         | 1         | Stable    | 1           |                                                         |
| 24    | Nouvelle-Zélande | 1         | Stable    | 1           |                                                         |
| 25    | Pologne          | 1         | Stable    | 1           |                                                         |
| 26    | Tchéquie         | 1         | Stable    | 1           |                                                         |
| 27    | Bannière neutre  | 1         | Stable    | 1           |                                                         |
| Total | Total            | 184       | 8         | 160         | 21                                                      |